# 奥仁科藩
奥仁科藩（おくにしなはん）は、信濃国安曇郡北部の奥仁科と呼ばれた地域に、豊臣政権期から江戸時代初期にかけて存在した藩。1593年、石川康勝（石川数正の次男）が兄の松本藩主石川康長から1万5000石を分知されて成立した支藩であるが、大久保長安事件に関連して1613年に松本藩とともに改易された。その後、康勝は大坂の陣で豊臣方で参戦して戦死した。

## 概要
徳川家康の片腕とまで言われた重臣・石川数正は天正13年（1585年）11月13日、突如として家康のもとから出奔し、豊臣秀吉のもとに走った。秀吉は数正を家臣として迎え、和泉国内に8万石の所領を与えた。天正18年（1590年）に家康が関東に移されると、信濃松本藩10万石に加増移封され、文禄2年（1593年）に死去した。
数正の死後、家督は長男の石川康長が継いだが、康長は松本藩8万石しか継がず、残りの所領のうち、1万5000石を弟の石川康勝に、5000石を石川康次にそれぞれ分知した。この時の康勝の所領は安曇郡北部であり、これを奥仁科藩として立藩させたのである。
康勝は慶長5年（1600年）の関ヶ原の戦いでは、兄と共に家康に協力したため、戦後は所領を安堵された。しかし慶長18年（1613年）10月19日に兄の康長が大久保長安事件に連座して改易されると（康長の娘が長安の長男・藤十郎に嫁いだ）、康勝も連座により改易された。罪状は長安に協力して領地隠匿という不正を行なったためとされているが、近年では家康の故・数正に対する意趣返しという説も有力である。
その後、康勝は浪人となり、慶長19年（1614年）からの大坂の陣では豊臣側に与して真田信繁の与力として活躍したが、翌年の夏の陣において戦死した。

## 歴代藩主
石川家
外様。1万5000石。
1. 康勝（やすかつ）

## 領地
江戸時代中期に松本藩（水野家）が編纂した地誌『信府統記』によれば、慶長年間まで安曇郡地域は「仁科」と総称され、おおまかに「奥仁科」「中仁科」などと分けられていたという。『角川日本地名大辞典』によれば、北は小谷村から南は穂高町・豊科町（現在の安曇野市）にかけての領域（おおむね近代の北安曇郡全域と南安曇郡の一部）が戦国期に「仁科領」と呼ばれていた。
『信府統記』において、仁科のうちで「石川肥後守領」（石川康勝領）として分知されたことが記録されているのは以下の11か村であり、これらは「奥仁科」の領域に含まれていた。
- 野口村[3]、借馬村[4]、森村[5]、稲尾村[6]、木崎村[7]（現在の大町市）
- 飯田村[8]、飯森村[9]（現在の白馬村）
- 日岐村[10]（現在の生坂村）
- 嶺方村[11]（現在の池田町）
- 大穴村[12]、柏原村[13]（現在の安曇野市）

後の松本藩主松平康長が安曇郡大町組、池田組、松川組を嫡子の松平忠光に分知し、支藩として立藩させる計画を立てたが、予定された石高が1万5000石で奥仁科藩のものと符合することから、奥仁科藩の領域は現在の北アルプス地域にほぼ該当すると考えられる。